# Pinakoteka Watykańska
Pinakoteka Watykańska (wł. Pinacoteca Vaticana) – oddział Muzeów Watykańskich w Rzymie. W obecnej siedzibie została otwarta dla publiczności 27 października 1932 roku, za pontyfikatu papieża Piusa XI.

## Historia
Nową siedzibę dla papieskiej pinakoteki zaprojektował z polecenia papieża Piusa XI architekt Luca Beltrami. Jako lokalizację wybrano część dziewiętnastowiecznego Kwadratowego Ogrodu (wł. Giardino Quadrato) w północnej części Watykanu. Nowa siedziba zapewniła dobre warunki oświetleniowe oraz miała zapewnić lepszą konserwację obrazów. Kolekcja była bowiem stale przemieszczana w obrębie Pałaców Apostolskich, nie posiadała stałego miejsca ekspozycji. Pierwotny zbiór liczył 118 dzieł za pontyfikatu papieża Piusa VI około 1790 roku. W wyniku porozumień wyartykułowanych w traktacie z Tolentino z 1797 roku najcenniejsze zabytki trafiły do Luwru. Dopiero w 1817 roku, po upadku Napoleona, dzięki staraniom czynionym przez Antonia Canovę, 77 z nich powróciło do Rzymu. Kolekcja rozrastała się dzięki darowiznom. Przed otwarciem Pinakoteki Watykańskiej stara kolekcja liczyła 270 obrazów. Do tego zbioru dołączono 183 dzieła zdeponowane w magazynach, zakrystii Bazyliki św. Piotra, apartamentów papieskich oraz pałacu w Castel Gandolfo. Współcześnie kolekcja obejmuje około 460 obrazów. Nową siedzibę pinakoteki inaugurowano 27 października 1932 roku.

## Kolekcja
W kolekcji znajdują się, m.in.:
- Męczeństwo św. Szczepana, Bernardo Daddi, tempera na desce, ok. 1345[3]
- Sąd ostateczny, Nicolò i Giovanni, tempera na desce, 2 poł. XII w.[4]
- Święty Franciszek z Asyżu i cztery cuda pośmiertne, szkoła Giunta Pisano, tempera i złoto na desce, ok. 1260–1270[5]
- Święty Franciszek z Asyżu, Margaritone d’Arezzo, tempera i złoto na desce, 1240–1260[6]
- Historie Świętego Mikołaja z Bari, Gentile da Fabriano, tempera na desce, 1425[7]
- Poliptyk Stefaneschi, Giotto di Bondone i inni, tempera na desce, ok. 1320[8]
- Odkupiciel błogosławiący, Simone Martini, tempera na desce, 1315–1320[9]
- Historie Świętego Mikołaja z Bari, Fra Angelico, tempera na desce, ok. 1437[10]
- Madonna z Dzieciątkiem, św. Dominikiem i św. Katarzyną z Aleksandrii, Fra Angelico, tempera na desce, ok. 1435[11]
- Ukoronowanie Matki Bożej, Fra Angelico, tempera na desce, ok. 1444[12]
- Madonna della Cintola, Benozzo Gozzoli, tempera na desce, 1450–1452[13]
- Sykstus IV mianuje Bartolomea Platinę prefektem Biblioteki Watykańskiej, Melozzo da Forlì, fresk, ok. 1477[14]
- Anioł grający na lutni, Melozzo da Forlì, fragment fresku, ok. 1480[15]
- Madonna z Dzieciątkiem i świętymi Franciszkiem, Wawrzyńcem, Janem Chrzcicielem, Piotrem, Dominikiem i Antonim Opatem (pala), Marco Palmezzano, olej na desce, 1537[16]
- Historie św. Wincentego Ferreriusza, Ercole de’ Roberti, tempera na desce, 1473[17]
- Pietà, Lucas Cranach starszy, olej na desce, po 1537[18]
- Ukoronowanie Matki Bożej, Chrystus zdjęty z krzyża ze świętymi (poliptyk), Niccolò di Liberatore, tempera na desce, 1466[19]
- Pietà, Carlo Crivelli, tempera na desce, 1488–1489[20]
- Madonna z Dzieciątkiem i ze świętymi Wawrzyńcem, Ludwikiem z Tuluzy, Herkulanem i Konstancjuszem (Pala dei Decemviri), Pietro Perugino, tempera na desce, 1495–1496[21]
- Święci Benedykt, Flawia i Placyd (trzy obrazy), Pietro Perugino, tempera na desce, 1496–1499[22]
- Ołtarz Oddich, Rafael Santi, tempera, 1502–1504[23]
- Wiara, Miłość, Nadzieja (Predella Baglioni, trzy obrazy), Rafael Santi, tempera na desce, 1507[24]
- Madonna di Foligno, Rafael Santi, tempera, 1511–1512[25]
- Przemienienie Pańskie, Rafael Santi, tempera na desce, 1516–1520[26]
- Opłakiwanie, Giovanni Bellini, olej na desce, ok. 1475[27]
- Święty Hieronim na pustyni, Leonardo da Vinci, olej na desce, ok. 1482[28]
- Madonna di Monteluce, Giulio Romano i Gianfrancesco Penni, olej na desce, 1505–1525[29]
- Madonna z Dzieciątkiem w chwale i święci, Tycjan, olej na płótnie, 1522–1526[30]
- Wizja Świętej Heleny, Paolo Veronese, olej na płótnie, ok. 1580[31]
- Zwiastowanie, Federico Barocci, olej na płótnie, 1582–1584[32]
- Wskrzeszenie Łazarza, Girolamo Muziano, olej na płótnie, 1555[33][34]
- Złożenie do grobu, Caravaggio, olej na płótnie, 1602–1604[35]
- Ostatnia Komunia św. Hieronima, Domenichino, olej na płótnie, 1614[36]
- Męczeństwo św. Erazma, Nicolas Poussin, olej na płótnie, 1628[37]
- Ukrzyżowanie św. Piotra, Guido Reni, olej na płótnie, 1604–1605[38]
- Święty Mateusz i anioł, Guido Reni, olej na płótnie, 1620–1622[39]
- Męczeństwo świętych Processusa i Martyniana, Valentin de Boulogne, olej na płótnie, 1629[40]
- Wizja św. Franciszka, Pietro da Cortona, olej na płótnie, ok. 1641[41]
- Judyta i służąca z głową Holofernesa, Orazio Gentileschi, olej na płótnie, początek lat dwudziestych XVII wieku[42]
- Madonna z Dzieciątkiem, Sassoferrato, olej na płótnie, ok. 1650[43]
- Wizja św. Franciszka Ksawerego, Baciccia, olej na płótnie, ok. 1675[44]
- Portret Klemensa IX, Carlo Maratta, olej na płótnie, 1669[45]
- Portret Piusa VI, Pompeo Batoni, olej na płótnie, 1775[46]
- Portret Benedykta XIV, Giuseppe Maria Crespi, olej na płótnie, 1740[47]
- Obserwacje astronomiczne (seria), Donato Creti, olej na płótnie, 1711[48]
- Portret Jerzego IV, króla Anglii, Thomas Lawrence, olej na płótnie, 1816[49]
- Odpoczynek podczas ucieczki do Egiptu, Francesco Mancini, olej na płótnie, ok. 1732[50][51]
- Chrystus i Samarytanka przy studni, Francesco Trevisani, olej na płótnie, początek XVIII wieku[52]
- Adam i Ewa w rajskim ogrodzie, Wenzel Peter, olej na płótnie, 1800–1829[53]

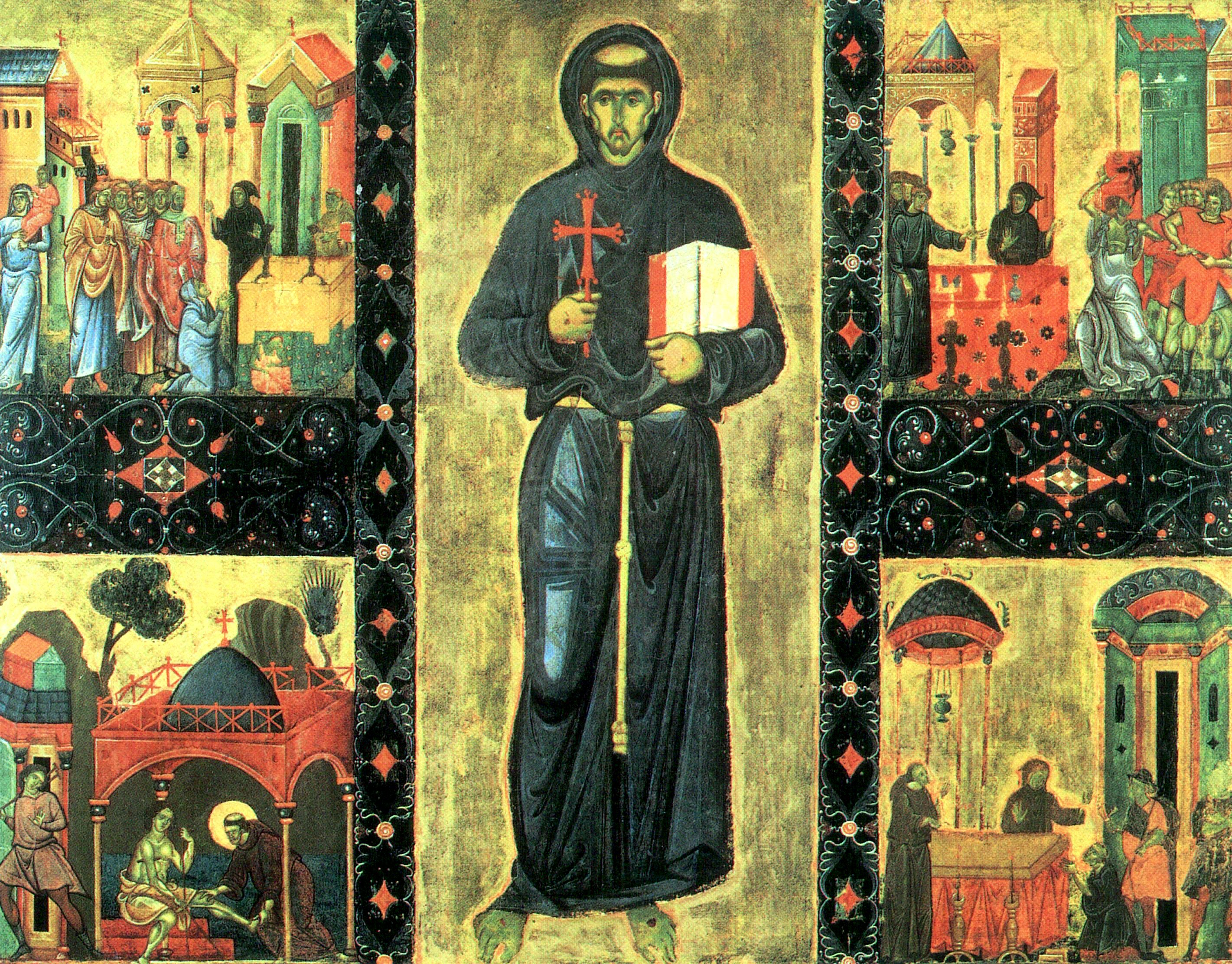
Giunta Pisano, Święty Franciszek i cztery cuda pośmiertne
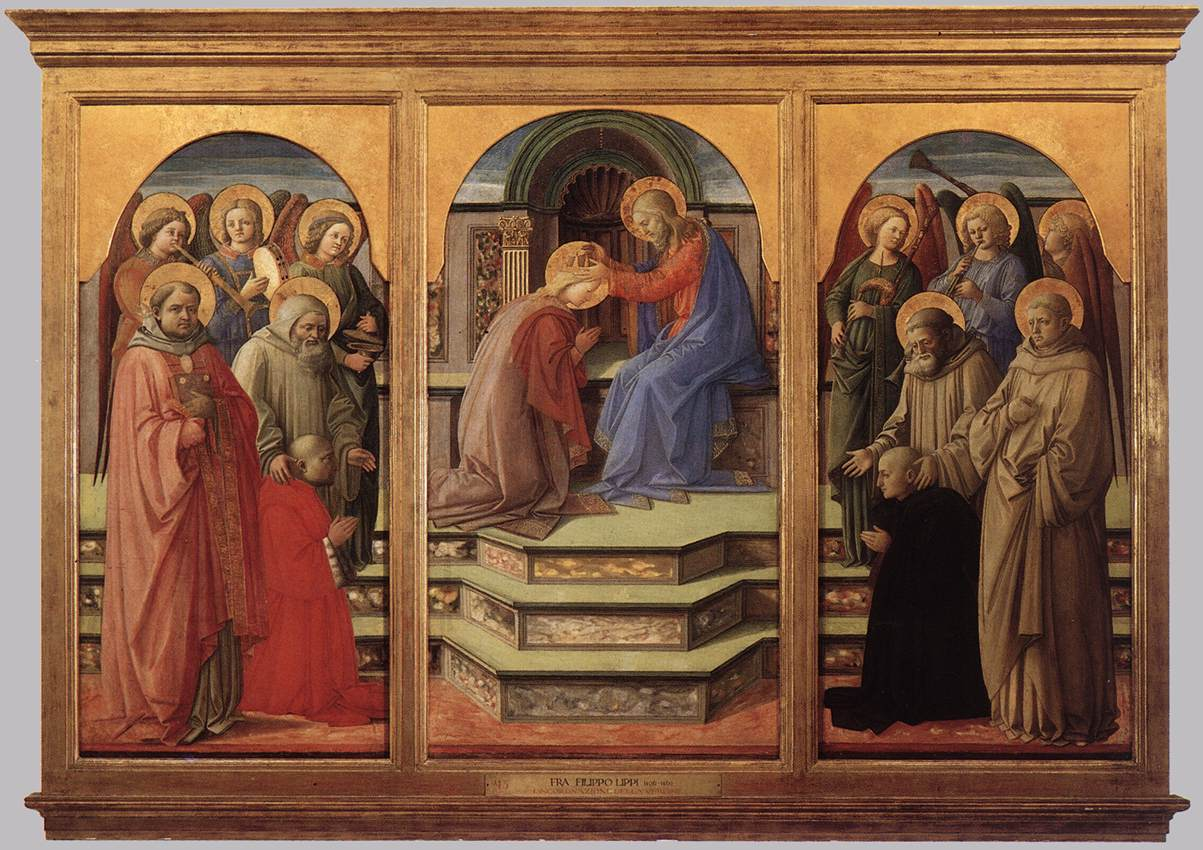
Filippo Lippi, Ukoronowanie Marsuppini
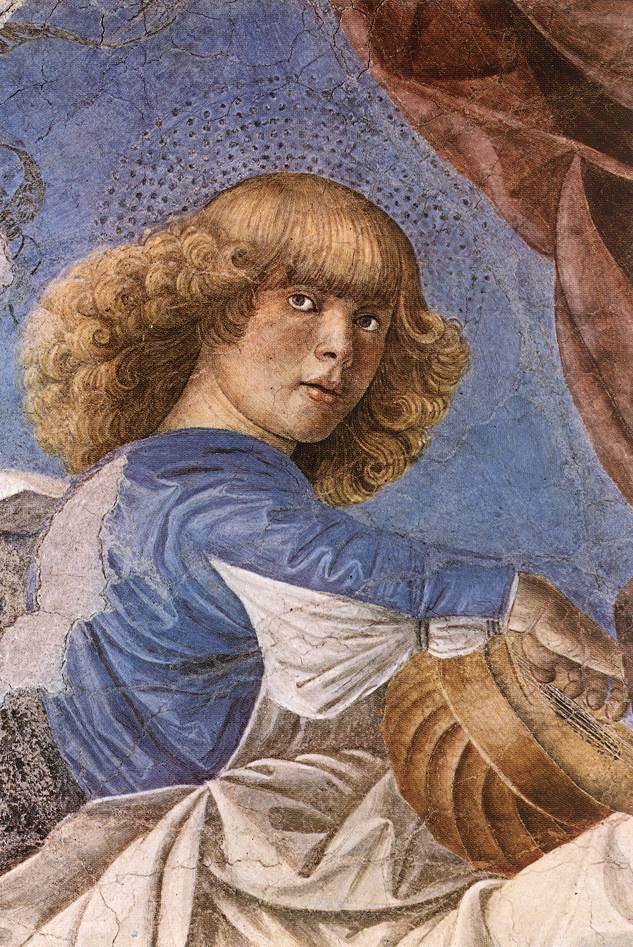
Melozzo da Forlì, Muzykujący anioł
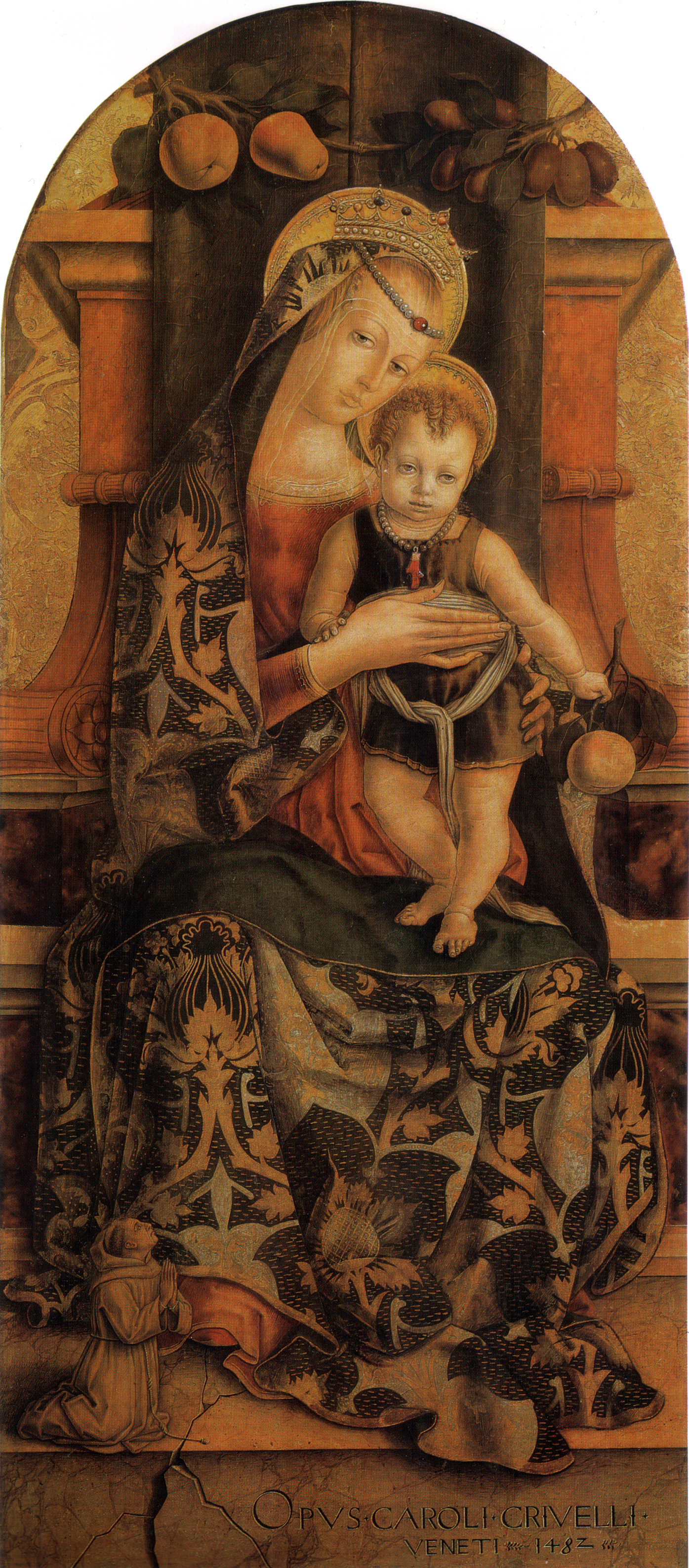
Carlo Crivelli, Madonna z Dzieciątkiem
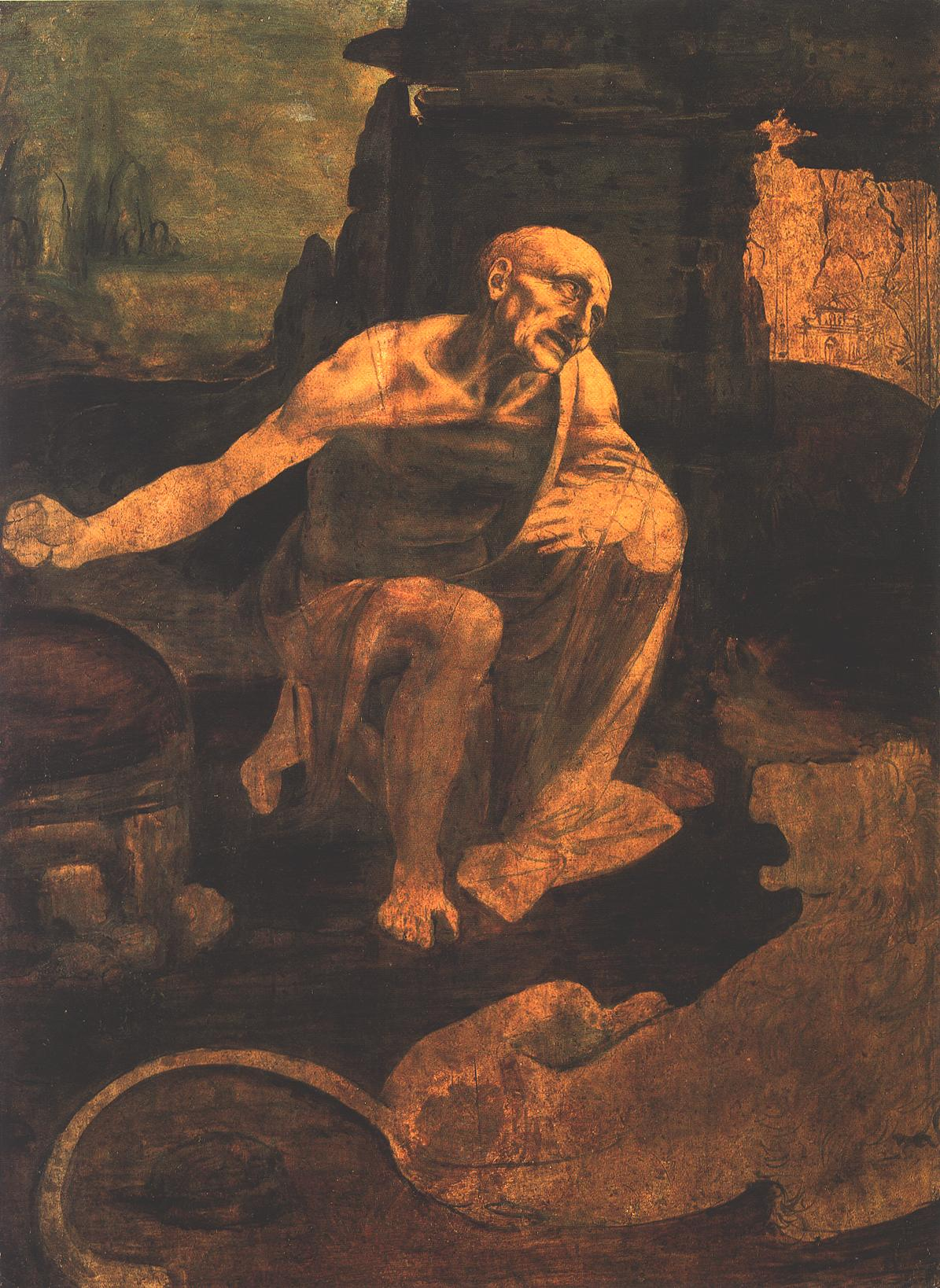
Leonardo da Vinci, Święty Hieronim na pustyni
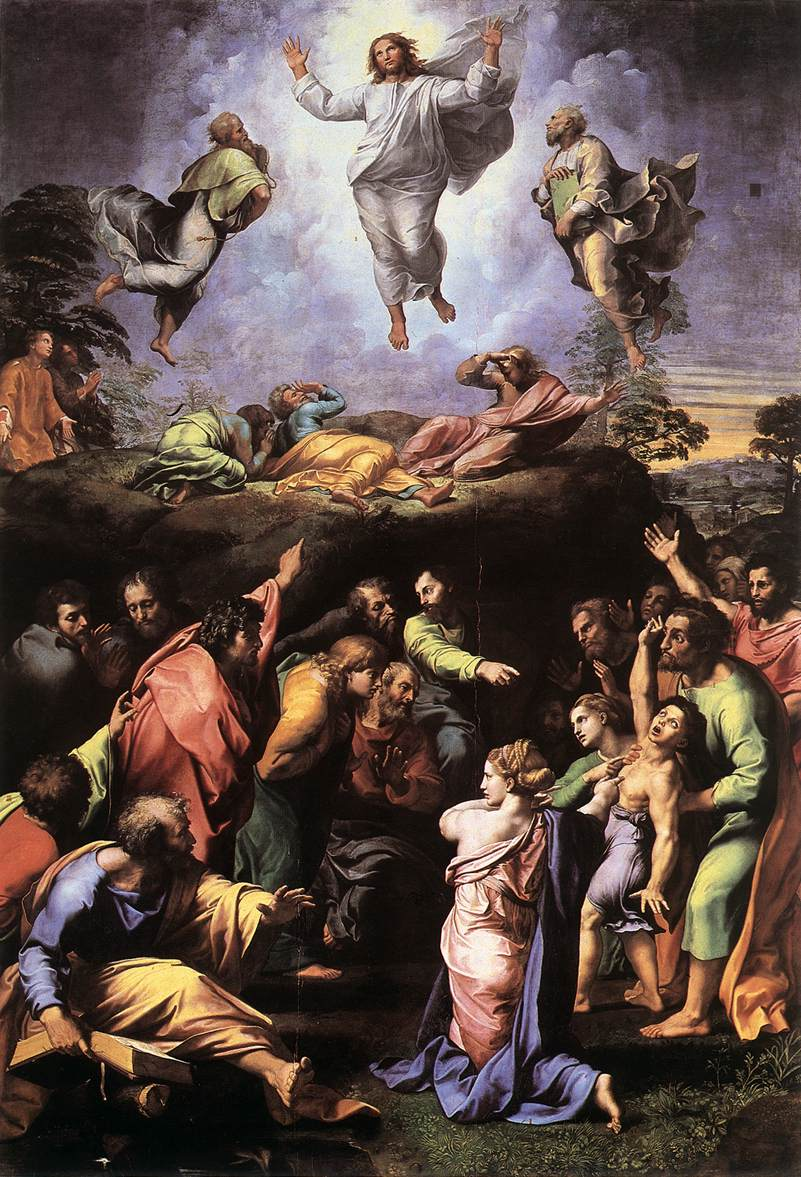
Rafael, Przemienienie
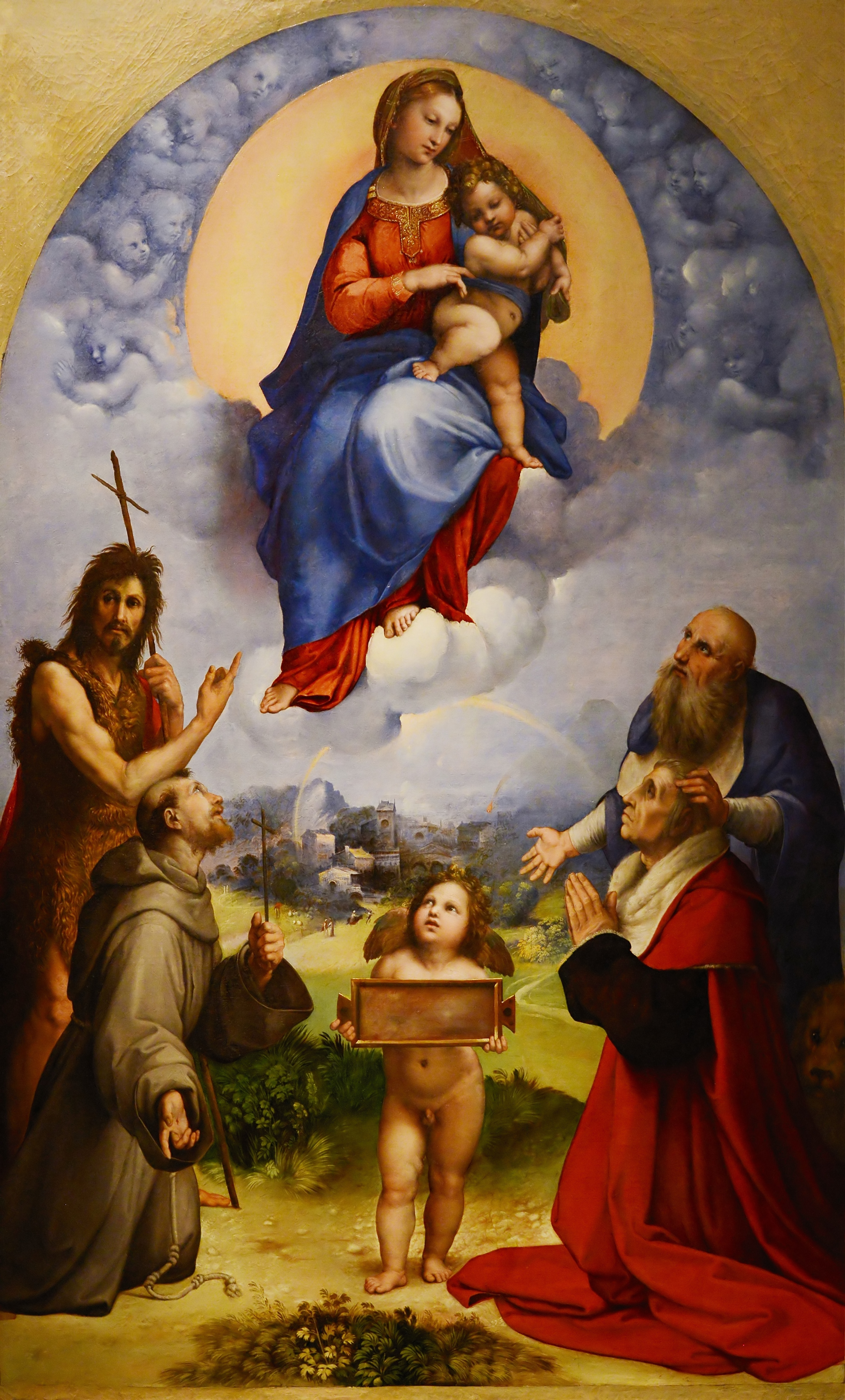
Rafael, Madonna di Foligno
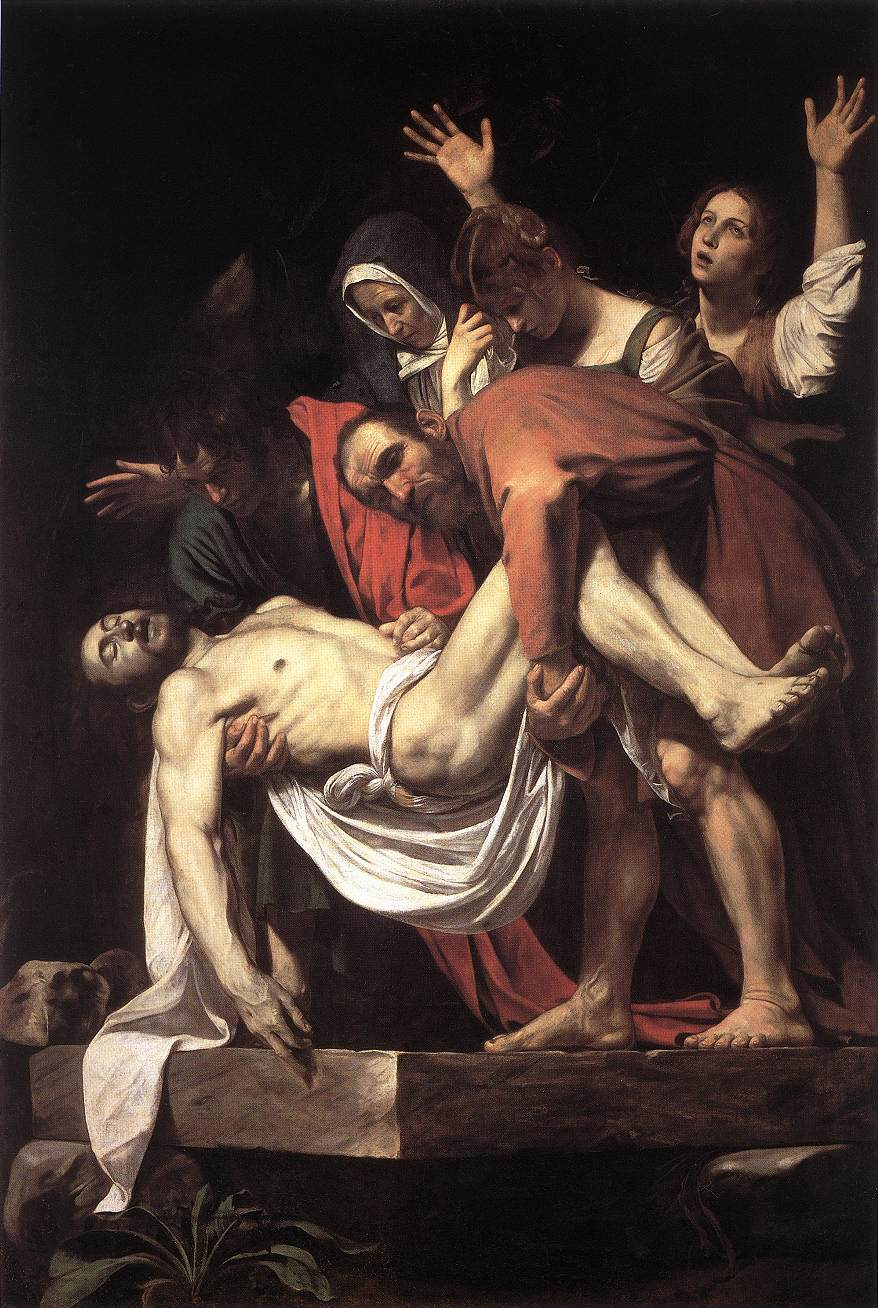
Caravaggio, Złożenie do grobu
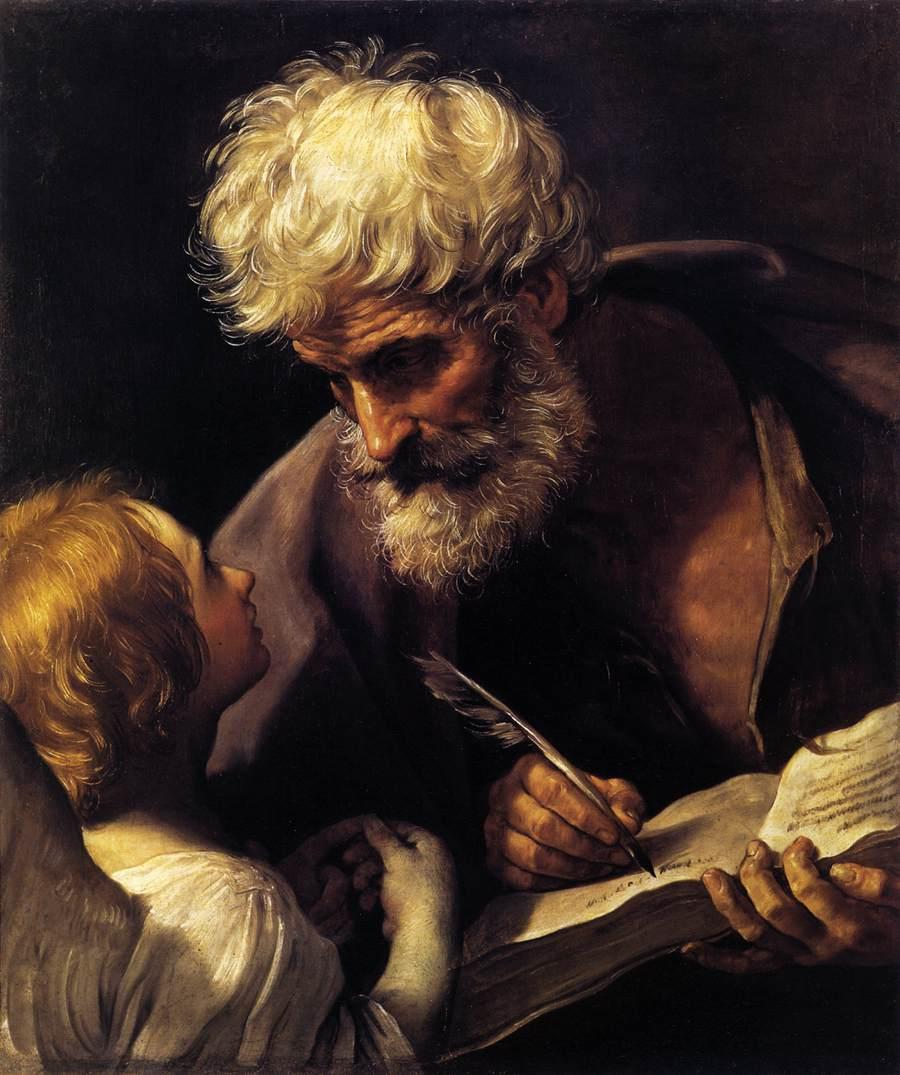
Guido Reni, Święty Mateusz i anioł
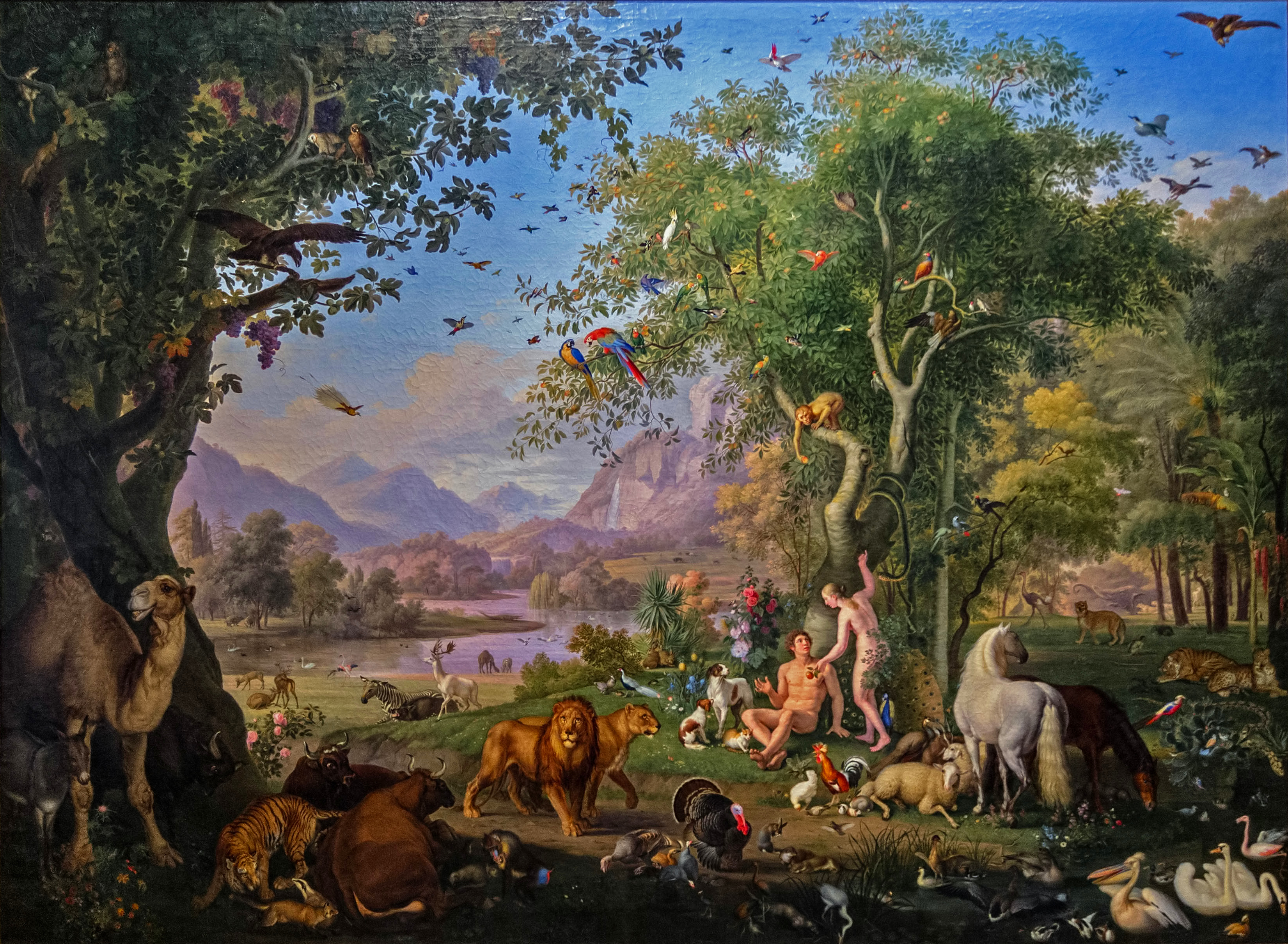
Wenzel Peter, Adam i Ewa w rajskim ogrodzie